# Тетевен (община)
Община Тетевен се намира в Северна България и е една от съставните общини на Ловешка област.

## География

### Географско положение, граници, големина
Общината е разположена в югозападната част на област Ловеч. С площта си от 697,161 km2 заема 3-то място сред 8-те общините на областта, което съставлява 16,89% от територията на областта. Границите ѝ са следните:
- на север – община Ябланица и община Луковит;
- на североизток – община Угърчин;
- на изток – община Троян;
- на югоизток – община Карлово, област Пловдив;
- на юг – община Антон, община Пирдоп и община Златица, Софийска област;
- на запад – община Етрополе и община Правец, Софийска област.

### Природни ресурси

#### Релеф
Релефът на общината е високо и средно и ниско планински, като територията ѝ изцяло попада в пределите на Средна Стара планина и Западния и Средния Предбалкан.
Южната част на общината, на юг от селата Дивчовото и Рибарица и седловината Превлаката (1098 m) се заема от северните разклонения на Златишко-Тетевенска планина (част от Средна Стара планина). От билото на планината на север се спускат дълги и тесни ридове, между които в дълбоки и залесени долини протичат най-горните течения на реките Черни и Бели Вит и техните начални притоци. Тук на границата с община Карлово се издига първенецът на планината и на общината връх Вежен (2198 m).
Останалата част на общината попада в пределите на Западния и Средния Предбалкан. Районът западно от долината на река Вит и лявята съставяща я река Черни Вит се заема от източните и северните части на планината Лисец (най-източната орографска единица на Западния Предбалкан). Най-високата ѝ точка в пределите на общината е връх Беглика (1096 m), издигащ се североизточно от село Голям извор, на границата с община Ябланица. Източните склонове на планината обърнати към долината на Вит и Черни Вит са много стръмни, на места осеяни със скални венци, а западните, в района на село Голям извор са полегати.
На изток от долините на Вит и Черни Вит се простира Средния Предбалкан. Тук той е представен с две планини. На север и североизток от дълбоката долина на река Бели Вит и източно от същинската река Вит се простира най-високата планина на Предбалкана – Васильовска планина (връх Васильов 1490 m). В пределите на община Тетевен попадат нейните югозападни и северозападни части.
Между река Черни Вит на запад, река Бели Вит на североизток и седловината Превлаката на юг се издига планината Лествица, която изцяло попада в пределите на общината. Тя триъгълна форма и стръмни западни и североизточни склонове обърнати към двете реки. Нейната максимална височина е връх Голям Климаш (1355 m), разположен северно от седловината, свързваща я със Златишко-Тетевенската планина на Средна Стара планина.
Най-ниската точка на община Тетевен се намира в най-северната ѝ част, северозападно от село Български извор, в коритото на река Вит – 250 m н.в.

#### Води
Над 95% от територията на общината попада във водосборния басейн на река Вит. Тя се образува от сливането на двете съставящи я реки Черни и Бели Вит при квартал Полатен на град Тетевен. Река Черни Вит извира от Златишко-Тетевенската планина под името Боатинска река, преминава през село Дивчовото, завива на север и вече под името Черни Вит тече много дълбока и залесена долина между планините Лисец и Лествица. Река Бели Вит води началото си от стика между Златишко-Тетевенска планина и Троянска планина и тече на север, а след устието на десния си приток река Дебелщица – на северозапад. Преминава през село Рибарица и общинския център град Тетевен, където образува малко долинно разширение, в което е разположен града. При квартал Полатен двете реки се сливат и дават началото на река Вит. Тя тече на север в много дълбока долина със стръмни склонове между планините Лисец на запад и Васильовска на изток. Напуска пределите на общината малко преди да навлезе в късия и тесен пролом Боаза. Тук в нея отдясно се влива река Калник.
Останалите 5% от територията на община Тетевен, в най-западната ѝ част, землището на село Голям извор принадлежат към водосборния басейн на река Искър. Те се отводняват от река Оселна, десен приток на река Малки Искър, която от своя страна е десен приток на река Искър.

## Население

### Етнически състав (2011)
Численост и дял на етническите групи според преброяването на населението през 2011 г.:
|                     | Численост | Дял (в %) |
| Общо                | 21 307    | 100,00    |
| Българи             | 18 527    | 86,95     |
| Турци               | 30        | 0,14      |
| Цигани              | 661       | 3,10      |
| Други               | 422       | 1,98      |
| Не се самоопределят | 228       | 1,07      |
| Неотговорили        | 1439      | 6,75      |

### Населени места
Общината има 13 населени места с общо население 17 970 жители към 7 септември 2021 г.
| Населено място  | Население (2021 г.) | Площ на землището km2 | Забележка (старо име) | Населено място | Население (2021 г.) | Площ на землището km2 | Забележка (старо име)           |
| --------------- | ------------------- | --------------------- | --------------------- | -------------- | ------------------- | --------------------- | ------------------------------- |
| Бабинци         | 252                 | 10,165                |                       | Градежница     | 1698                | 22,804                |                                 |
| Български извор | 1136                | 20,093                | Турски извор          | Дивчовото      | 111                 | 83,813                |                                 |
| Васильово       | 208                 | 43,922                |                       | Малка Желязна  | 82                  | 24,784                |                                 |
| Галата          | 2408                | 15,700                |                       | Рибарица       | 942                 | 216,112               | 9-о по големина землище в Б-я   |
| Глогово         | 1543                | 18,428                |                       | Тетевен        | 7850                | 110,788               |                                 |
| Гложене         | 917                 | 62,163                |                       | Черни Вит      | 472                 | 36,358                |                                 |
| Голям извор     | 351                 | 32,031                | Големи извор          | ОБЩО           | 17970               | 697,161               | няма населени места без землища |

## Административно-териториални промени
- Указ № 668/обн. 30.11.1920 г. – признава н.м. Байовица за отделно населено място – к. Байовица;

– признава н.м. Банков дол за отделно населено място – к. Банков дол;
– признава н.м. Ванковци за отделно населено място – м. Ванковци (в сила от 11 януари 1921 г.);
– признава н.м. Камен дол за отделно населено място – к. Камен дол;
– признава н.м. Климаш (от сб.с. Полатен) за отделно населено място – к. Климаш;
– признава н.м. Крушов дол за отделно населено място – к. Крушов дол;
– признава н.м. Недковци за отделно населено място – к. Недковци;
– признава н.м. Полатен за отделно населено място – к. Полатен (в сила от 14 януари 1921 г.) г.;
- МЗ № 2820/обн. 14.08.1934 г. – преименува с. Турски извор на с. Български извор;
- МЗ № 1380/обн. 01.06.1939 г. – признава м. Рибарица за с. Рибарица;

– признава м. Черни Вит за с. Черни Вит;
- Указ № 424/обн. 07.04.1949 г. – признава м. Васильово за с. Васильово;
- през 1956 г. – осъвременено е името на с. Големи извор на с. Голям извор без административен акт;
- Указ № 381/обн. 25.10.1960 г. – преименува к. Камен дол на к. Здравец;
- Указ № 5/обн. 8 януари 1963 г. – признава н.м. Глогова махала (от с. Градежница) за отделно населено място – с. Глогово;
- Указ № 463/обн. 02.07.1965 г. – признава н.м. Дивчовото за отделно населено място – м. Дивчовото;

– признава к. Полатен за с. Полатен;
– заличава колиби Влашки дол, Длабе, Лиса могила, Опаленик и м. Сушица поради изселване;
- Указ № 1840/обн. 24.11.1970 г. – признава н.м. Бабинци, Пладнището и Скрибътна за отделни населени места – м. Бабинци, м. Пладнището и М. Скрибътна;

– заличава м. Бабинци, к. Байовица, к. Банков дол, м. Ванковци, к. Здравец, к. Климаш, к. Крушов дол, к. Недковци, м. Пладнището, с. Полатен и м. Скрибътна и ги присъединява като квартали на гр. Тетевен;
- Указ № 2294/обн. 26.12.1978 г. – отделя кв. Бабинци от гр. Тетевен и го признава за отделно населено място – с. Бабинци;

– признава м. Дивчовото за с. Дивчовото;
- На основание §7 (т.3) от Закона за административно-териториалното устройство на Република България (ДВ, бр. 63/14.07.1995 г.) всички махали, колиби, гари, минни и промишлени селища придобиват статут на села;
- Реш. МС № 139/обн. 20.03.2007 г. – заличава селата Асен, Зоренишки дол, Лозето и Топилища и ги присъединява като квартали на с. Гложене;

– заличава селата Голямо осое, Горното село, Дълга ливада, Кривина, Кръкожабене, Ореша и Равна и ги присъединява като квартали на с. Голям извор;
– заличава селата Брезово и Горуньово и ги присъединява като квартали на с. Рибарица.

## Транспорт
През общината преминават частично 4 пътя от Републиканската пътна мрежа на България с обща дължина 90,5 km:
- участък от 10,4 km от Републикански път I-4 (от km 9,6 до km 20,0);
- последният участък от 12,6 km от Републикански път III-305 (от km 48,4 до km 61,0);
- участък от 53,4 km от Републикански път III-358 (от km 21,6 до km 75,0);
- последният участък от 14,1 km от Републикански път III-3701 (от km 20,4 до km 34,5).

## Топографска карта
- Лист от карта K-35-25. Мащаб: 1 : 100 000.
- Лист от карта K-35-37. Мащаб: 1 : 100 000.